# Gottenheim
Gottenheim är en kommun och ort i Landkreis Breisgau-Hochschwarzwald i regionen Südlicher Oberrhein i Regierungsbezirk Freiburg i förbundslandet Baden-Württemberg i Tyskland.
Kommunen ingår i kommunalförbundet Kaiserstuhl-Tuniberg tillsammans med kommunermana Bötzingen och Eichstetten am Kaiserstuhl.